# D'Ewes Coke
Pour les articles homonymes, voir Coke.
D'Ewes Coke (1747 - 12 avril 1811) est un ecclésiastique britannique et anglican, recteur de Pinxton et South Normanton dans le Derbyshire, propriétaire de mines de charbon et philanthrope. 
Il est l'époux d'Hannah, héritière de George Heywood, de Brimington.

## Contexte familial
Coke est né à Mansfield Woodhouse en 1747, fils unique de George Coke (1725–1759), de Kirkby Hall (Nottinghamshire), et de sa femme Elizabeth, fille du pasteur Seth Ellis. George Coke est lui-même fils d'un autre D'Ewes Coke (mort en 1751), de Suckley, et de sa première femme, Frances Coke, fille et cohéritière de William Coke de Trusley, et le seul de leurs trois enfants à avoir atteint l'âge adulte. Il est mort en 1759, quand son fils avait environ douze ans.
Le prénom D'Ewes vient de l'arrière-grand-mère de Coke, Elizabeth d'Ewes, mère du premier D'Ewes Coke. Fille de Willoughby d'Ewes, second baronnet du nom, de Stowlangtoft Hall (Suffolk), elle était l'épouse de l'arrière-grand-père de Coke, Heigham Coke de Suckley, et la petite-fille de Simonds d'Ewes, premier baronnet,. 
L'histoire de la famille Coke peut se retracer à partir du XVe siècle et inclut des personnalités telles que George Coke, évêque de Hereford juste avant la Première Révolution anglaise, et John Coke, secrétaire d'État de Charles Ier.
La famille Coke possédait des mines de charbon à Pinxton, où le fils aîné de D'Ewes Coke devait plus tard financer la construction d'une école et du logement du maître.
Coke était cousin de Daniel Coke (1745–1825), barrister et député à la Chambre des communes.

## Biographie
Coke suivit les cours de l'école de Repton puis du St John's College de Cambridge, où il fut admis en tant que pensioner le 13 octobre 1764, alors que son père était nommé colonel du 3e hussards de Kirkby Hall (Nottinghamshire).
Entré dans le ministère de l'Église d'Angleterre en 1770, Coke fut ordonné diacre le 23 septembre de cette même année et prêtre le 15 décembre 1771, les deux fois dans le diocèse de Coventry et Lichfield. Il tint le rectorat de Pinxton et South Normanton, dans le Derbyshire, de 1771 à 1811.
Il épouse Hannah, fille de George Heywood (mort en 1818), de Brimington Hall (Nottinghamshire), où il passe les années suivantes. Ils ont trois enfants. L'aîné, un autre D'Ewes Coke (1774–1856), l'héritier de Coke, devient barrister. Le deuxième, William (1776–1818), devient juge à Ceylan. Le troisième, John Coke (mort en 1841), est Deputy Lieutenant et occupe la fonction de High Sheriff du Nottinghamshire en 1830. Il tient également un rôle décisif dans la fondation de la manufacture de porcelaine de Pinxton, sur un terrain que lui loue son père. Les trois enfants jouent aussi un rôle dans la constitution de la compagnie ferroviaire Mansfield and Pinxton Railway, qui ouvre en 1819.
Le portrait de famille peint par Joseph Wright of Derby en 1782, aujourd'hui au Derby Museum and Art Gallery, se situe juste après que Coke et sa femme aient hérité de Brookhill Hall, près de Pinxton. Il montre le couple en compagnie d'un cousin de Coke, Daniel Coke, autour d'une table dressée en plein air, sous un grand arbre. Le centre de la composition, apparemment objet de discussion, est une feuille de papier que tient Daniel Coke. Wright a placé D'Ewes Coke au sommet d'un triangle, le regard tourné vers sa femme, alors que les deux autres personnages regardent au loin, peut-être vers un paysage en rapport avec la feuille de papier. La signification du tableau est perdue. Coke devient membre de la Société philosophique de Derby, formée à l'arrivée d'Erasmus Darwin dans cette ville.
Coke meurt à Bath le 12 avril 1811 et est enterré à Pinxton.

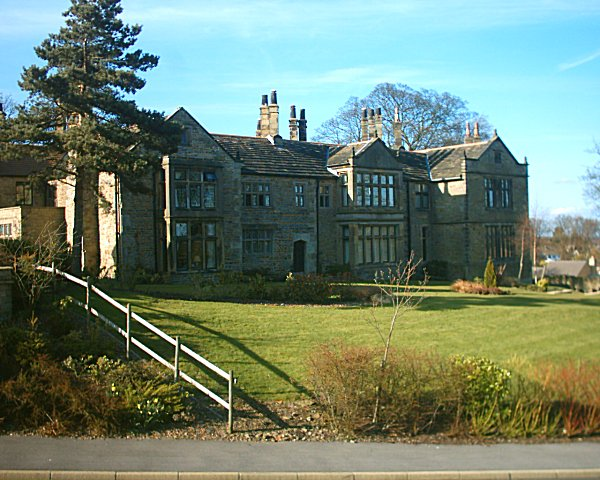
Totley Hall, dont Hannah Coke hérita en 1791 de son oncle Andrew Gillimore.

## Postérité
Dans son testament, Coke établit à Pinxton une association caritative à but éducatif, laissant cinq livres sterling annuelles à prendre sur les profits de ses mines pour acheter des livres aux enfants pauvres. En 1857, les livres étaient en général distribués aux élèves d'écoles non subventionnées.